# برينان ديكنسون
برينان ديكنسون (بالإنجليزية: Ben Dickenson)‏ هو لاعب كرة قدم بريطاني، ولد في 26 فبراير 1993 في Ferndown ‏ في المملكة المتحدة. لعب مع برايتون أند هوف ألبيون ونادي تشيسترفيلد ونادي غيلينغهام ونادي نورثامبتون تاون.

## وصلات خارجية
- برينان ديكنسون على موقع قاعدة بيانات كرة القدم.إي يو (الإنجليزية)
- برينان ديكنسون على موقع Soccerbase.com (لاعب) (الإنجليزية)
- برينان ديكنسون على موقع Soccerway.com (الإنجليزية)